# Чилі на Олімпійських іграх
Чилі є однією з 14 країн, що взяли участь в перших літніх Олімпійських іграх сучасності в 1896 році в Афінах. Пропустивши ігри 1900, 1904 та 1908 років, чилійські спортсмени знову виступили на Олімпіаді 1912 року в Стокгольмі й з того часу брали участь в усіх літніх Олімпійських іграх, окрім Ігор 1932 року в Лос-Анджелесі та Ігор 1980 року в Москві. В 1948 році Чилі відправило своїх спортсменів на зимові Олімпійські ігри в Санкт-Моріці й з того часу Чилі є незмінним учасником зимових Олімпіад, пропустивши лише Ігри 1972 року в Саппоро та Ігри 1980 в Лейк-Плесід.
За історію своїх виступів чилійськими олімпійцями було здобуто 13 олімпійських нагород, у тому числі 2 золоті.
Національний олімпійський комітет Чилі було створено 1934 року.

## Медальний залік

### Медалі на Олімпійських іграх
| Ігри                | Золото          | Срібло          | Бронза          | Загалом          |
| 1896 Афіни          | 0               | 0               | 0               | 0                |
| 1900 Париж          | Не брало участь | Не брало участь | Не брало участь | Не брало участь  |
| 1904 Сент-Луїс      | Не брало участь | Не брало участь | Не брало участь | Не брало участь  |
| 1908 Лондон         | Не брало участь | Не брало участь | Не брало участь | Не брало участь  |
| 1912 Стокгольм      | 0               | 0               | 0               | 0                |
| 1920 Антверпен      | 0               | 0               | 0               | 0                |
| 1924 Париж          | 0               | 0               | 0               | 0                |
| 1928 Амстердам      | 0               | 1               | 0               | 1                |
| 1932 Лос-Анджелес   | Не брало участь | Не брало участь | Не брало участь | Не брало участь  |
| 1936 Берлін         | 0               | 0               | 0               | 0                |
| 1948 Лондон         | 0               | 0               | 0               | 0                |
| 1952 Гельсінки      | 0               | 2               | 0               | 2                |
| 1956 Мельбурн       | 0               | 2               | 2               | 4                |
| 1960 Рим            | 0               | 0               | 0               | 0                |
| 1964 Токіо          | 0               | 0               | 0               | 0                |
| 1968 Мехіко         | 0               | 0               | 0               | 0                |
| 1972 Мюнхен         | 0               | 0               | 0               | 0                |
| 1976 Монреаль       | 0               | 0               | 0               | 0                |
| 1980 Москва         | Не брало участь | Не брало участь | Не брало участь | Не брало участь  |
| 1984 Лос-Анджелес   | 0               | 0               | 0               | 0                |
| 1988 Сеул           | 0               | 1               | 0               | 1                |
| 1992 Барселона      | 0               | 0               | 0               | 0                |
| 1996 Атланта        | 0               | 0               | 0               | 0                |
| 2000 Сідней         | 0               | 0               | 1               | 1                |
| 2004 Афіни          | 2               | 0               | 1               | 3 Ріо-де-Жанейро |
| 2008 Пекін          | 0               | 1               | 0               | 1                |
| 2012 Лондон         | 0               | 0               | 0               | 0                |
| 2016 Ріо-де-Жанейро | 0               | 0               | 0               | 0                |
| Загалом             | 2               | 7               | 4               | 13               |

### За видами спорту
| Ігри           | Золото | Срібло | Бронза | Загалом |
| Теніс          | 2      | 1      | 1      | 4       |
| Легка атлетика | 0      | 2      | 0      | 2       |
| Кінний спорт   | 0      | 2      | 0      | 2       |
| Бокс           | 0      | 1      | 2      | 3       |
| Стрільба       | 0      | 1      | 0      | 1       |
| Футбол         | 0      | 0      | 1      | 1       |
| Загалом        | 2      | 7      | 4      | 13      |